# 会社分割に伴う労働契約の承継等に関する法律
会社分割に伴う労働契約の承継等に関する法律（かいしゃぶんかつにともなうろうどうけいやくのしょうけいとうにかんするほうりつ、平成12年5月31日法律第103号）は、会社分割の際に行われる労働契約の承継・引継ぎに関する日本の法律で、会社法に対する特別法である。
労働法の一つを構成する。
2000年の商法（当時）改正により株式会社が会社分割の制度により組織を分割再編することが可能となったが、当該会社分割は、組織再編の過程としてそれまでの従業員の解雇などの問題が発生することが危惧されたことから、その点に配慮して、会社分割に関する商法改正法の施行にあたり、分割会社および設立会社は労働協約の承継などの措置を講じなければならない旨の付帯決議がなされた。本法はその具体化として位置づけられ、施行日は会社分割制度の新設にかかる商法改正と同日の2001年4月1日である。